# Kompenzující variace
Kompenzující variace (z angličtiny: compensating variation, CV) je pojem z mikroekonomie, který je využíván jakožto měřítko změny užitku. Tento pojem byl zaveden britským ekonomem Johnem Hicksem v roce 1939. Jedná se o částku, kterou musíme dát spotřebiteli po změně ceny jistého produktu (z důvodu zdanění, apod.), aby se měl stejně dobře, tj. dosahoval stejné úrovně užitku, jako před změnou ceny. Jestliže se původní cena zvýší, tak kompezující variace bude jistě kladná, naopak, jestliže se původní cena sníží, kompenzující variace bude záporná.

Na kompenzující variaci je možné pohlížet ze dvou pohledů. První pohled je ze strany vlády, která musí domácnostem přidat, aby jim umožnila dostat se na původní úroveň užitku. Druhý pohled je ze strany domácností, kdy je třeba vypočítat maximální objem peněz, který musí domácnosti zaplatit za to, aby daná změna cen nebyla zavedena.

## Výpočet kompenzující variace[1][2]
Běžně se v mikroekonomii počítá kompenzující variace pomocí výdajové funkce {\displaystyle e(p,u)}, která v závislosti na vektoru cen produktů {\displaystyle p}, tj. {\displaystyle p=(p_{1},p_{2},...,p_{n})}a úrovni užitku {\displaystyle u}, kterého chce spotřebitel dosáhnout, dává minimální množství peněz nutné na dosažení užitku {\displaystyle u}.

Řekněme, že cena nějakého produktu {\displaystyle x_{1}} se změní z {\displaystyle p_{1}^{0}} na {\displaystyle p_{1}^{1}}, a ceny zbylých produktů zůstanou fixovány na {\displaystyle p_{fixed}}, tj. vektor cen {\displaystyle (p_{2},...,p_{n})}. Spotřebitel při původních cenách dosahoval úrovně užitku {\displaystyle u^{0}}. Kompenzující variaci vypočítáme následovně:
{\displaystyle CV=e(p_{1}^{1},p_{fixed},u^{0})-e(p_{1}^{0},p_{fixed},u^{0})}

V zásadě to tedy známená, že odečteme množství peněz potřebné k dosažení původní úrovně užitku při nových cenách od množství peněz, které bylo potřeba na dosažení původního užitku při původních cenách. Jelikož úroveň užitku zůstává fixována pohybujeme se po jedné indiferenční křivce.
Na kompenzující variaci lze také nahlížet jako na obsah plochy pod Hicksovskou poptávkovou křivkou, která je občas nazývána kompenzovanou poptávkou. Hicksovská poptávka {\displaystyle h_{i}(p,u)} produktu {\displaystyle x_{i}} je funkcí vektoru cen {\displaystyle p} a úrovně užitku {\displaystyle u}. Níže uvedený zápis CV, přímo vyplývá z důležitého Shephardova lemmatu, které ukazuje vztah mezi výdajovou funkcí a Hicksovskou poptávkovou funkcí, platí, že {\displaystyle h_{i}(p,u)={\partial e(p,u) \over \partial p_{i}}}, tzn. parciální derivace výdajové funkce podle ceny produktu {\displaystyle i}, je rovna Hicksovské poptávkové funkci tohoto produktu. Kompenzující variaci CV lze tedy zapsat také jako určitý integrál od {\displaystyle p_{1}^{0}} do {\displaystyle p_{1}^{1}}.
{\displaystyle CV=e(p_{1}^{1},p_{fixed},u^{0})-e(p_{1}^{0},p_{fixed},u^{0})=\int _{p_{1}^{0}}^{p_{1}^{1}}{\partial e(p,u^{0}) \over \partial p_{1}}dp_{1}=\int _{p_{1}^{0}}^{p_{1}^{1}}h_{1}(p,u^{0})dp_{1}}
Je nutné zmínit, že v reálném světě nepozorujeme Hicksovskou poptávku, která je velmi obtížná na odhad, ale spíše Marshalovskou poptávku, která je funkcí vektoru cen {\displaystyle p} a úrovně příjmů {\displaystyle m}, často je zapisována následovně {\displaystyle D_{i}(p,m)}. Tedy pro výpočet kompenzující variace lze využít Marshalovskou poptávku, jakožto vhodný odhad.

## Příklad
Mějme rozpočet 100 Kč a spotřební zboží papriky a okurky. Každá paprika stojí 10 Kč a přináší 20 jednotek užitku. Každá okurka stojí 20 Kč a přináší 25 jednotek užitku. Pokud nakoupíme pouze papriky, přinese to 200 jednotek užitku. Pokud nakoupíme pouze okurky, přinese nám to 125 jednotek užitku. Rozhodneme se tedy utratit veškerý rozpočet za papriky.
Uvažujme nyní vládou zavedenou daň na papriky ve výši 10 Kč tak, že jejich nová cena je 20 Kč. Nyní by nám investice do paprik přinesla jen 100 jednotek užitku, a rozhodneme se tedy nakoupit pouze okurky.
Na původní úroveň 200 jednotek užitku, které jsme dosáhli před zavedením daně, se můžeme dostat skrz koupi 8 okurek – tento nákup by nás stál 160 Kč. Tj. abychom se dostali na původní úroveň užitku, je nutná kompenzující variace ve výši 60 Kč.